# Rud, Hammarö kommun
Rud är en tätort (före 2015 småort benämnd Rud och Ängen) i Hammarö kommun, Värmlands län. Den omfattar bebyggelse i bostadsområdena Rud och Ängen belägna på östra stranden av halvön för Hammarö socken. 

## Befolkningsutveckling
| Befolkningsutvecklingen i Rud 2015–2020                                                                                     | Befolkningsutvecklingen i Rud 2015–2020 | Befolkningsutvecklingen i Rud 2015–2020 | Befolkningsutvecklingen i Rud 2015–2020 | Befolkningsutvecklingen i Rud 2015–2020 |
| --- | --------------------------------------- | --------------------------------------- | --------------------------------------- | --------------------------------------- |
| |                                         |                                         |                                         |                                         |
| År |                                         |                                         | Folkmängd                               | Areal (ha)                              |
| 2015 | 2015                                    |                                         | 217                                     | 69                                      |
| 2020 | 2020                                    |                                         | 691                                     | 211                                     |
| Anm.: Ny tätort 2015, var före dess en småort som 2010 hade 168 invånare på 48 hektar. utökades 2020 med Toverud och Holken |                                         |                                         |                                         |                                         |